# Modo (программа)
MODO — программа трехмерного моделирования, анимации и рендера, разработанная Luxology, LLC. Программа работает в среде Mac OS X и Microsoft Windows.

## История
MODO создан группой инженеров, ранее работавших над LightWave 3D. В 2001 году на почве разногласий о путях дальнейшего развития программы между руководителями и разработчиками Lightwave, вице-президент по 3D-разработкам Brad Peebler совместно с ведущими разработчиками Allen Hastings и Stuart Ferguson покинули Newtek и основали компанию Luxology. В 2004 году, через три года после начала разработки, на Siggraph была представлена первая версия MODO. Продукт был востребован в Голливуде. В 2006 получил Apple Design Awards. В 2012 году компания объединилась с The Foundry.

## Особенности в работе
Рабочий процесс Modo существенно отличается от основных 3D-приложений: вместо использования соответствующего инструмента для определенной операции, пользователям Modo предоставлен небольшой набор базовых инструментов, которые возможно комбинировать в новые инструменты с помощью Tool Pipe и кастомизации настроек.
Modo делает полигональное моделирование и моделирование Subdivision surface, инструменты скульптинга, возможно рисование прямо по 3D-модели, анимация, IK и морфинг, скрипты (Perl, Python, Lua)

## Проекты, в которых использовался Modo
Этот программный продукт пользуется популярностью у CG-художников и дизайнеров, работающих в сфере рекламы, дизайна упаковки, разработки игр и спецэффектов для видеофильмов, архитектурной визуализации. Modo использовался в таких проектах, как Rage, Avatar, Iron Man Game.